# Guthuk
Guthuk (tibetano: དགུ་ ཐུག་, español: "buen estofado") es una sopa de fideos en la cocina tibetana. Se come dos días antes de Losar, el Año Nuevo tibetano  y es una variación del Thukpa bhatuk. La ceremonia religiosa tibetana 'Gutor' (དགུ་ གཏོར་), que literalmente significa ofrenda del día 29, se lleva a cabo el 29 del 12 mes tibetano y se centra en expulsar toda la negatividad, incluidos los espíritus malignos y las desgracias del año pasado, y comenzar el año nuevo de una manera pacífica y auspiciosa. Está elaborado con cebada y otros ingredientes.

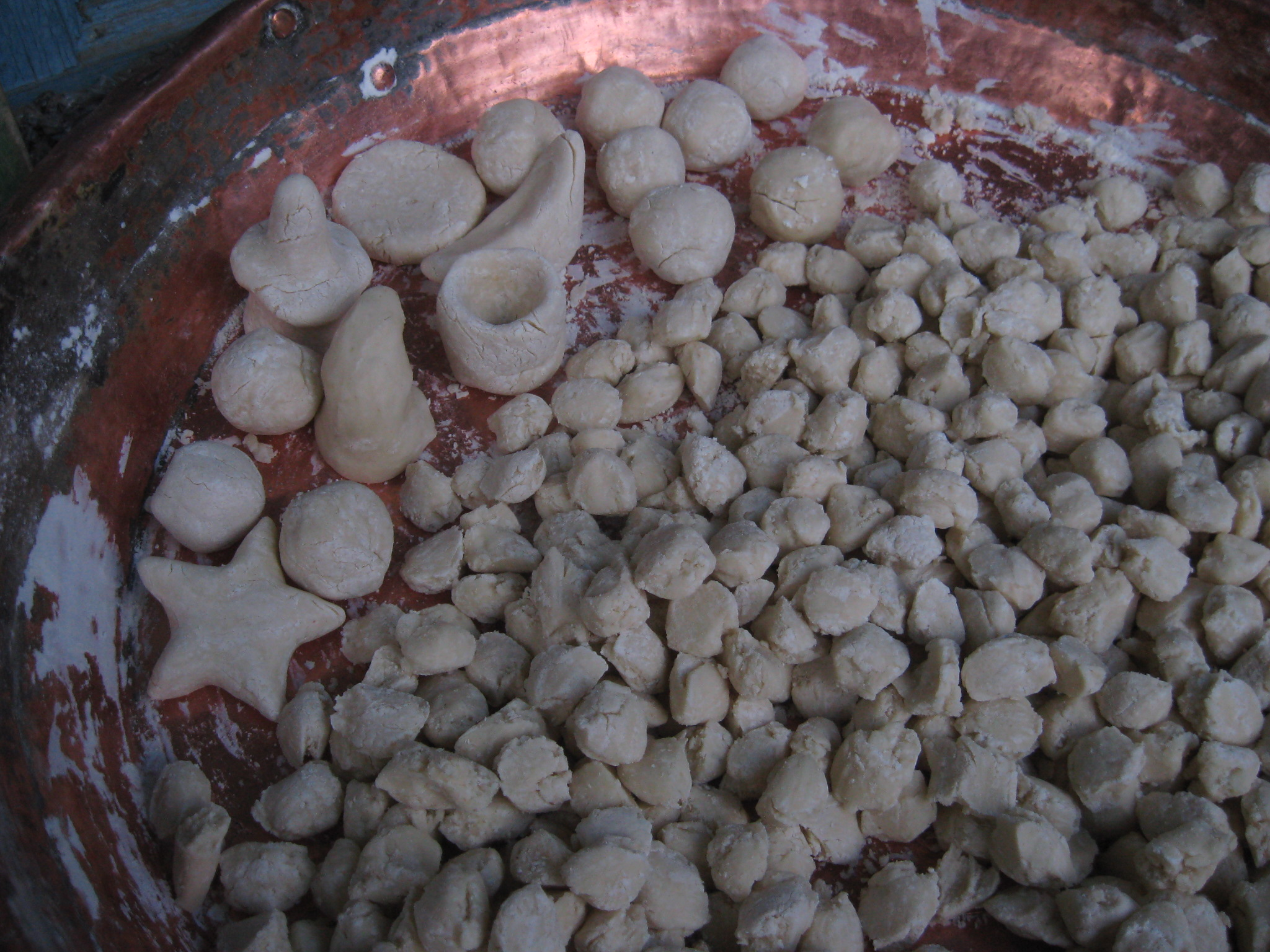
Varias bolas de masa para guthuk que sirven como símbolos.

## Día del Destierro de los Espíritus Malignos
Los templos y monasterios de todo el Tíbet celebran grandes ceremonias de danza religiosa, la más grande en el Palacio de Potala en Lhasa. Las familias limpian sus casas en este día, decoran las habitaciones y comen Guthuk. Por la noche, la gente lleva antorchas, gritando palabras de exorcismo.
Ese día los monasterios realizan una puja de deidades protectoras (un tipo especial de ritual) y comienzan los preparativos para las celebraciones de Losar. La costumbre ese día es hacer guthuk con nueve ingredientes diferentes, incluido queso seco y varios granos. Además, se reparten bolitas de masa con diversos ingredientes escondidos en ellas como chiles, sal, lana, arroz y carbón. Se supone que los ingredientes que uno encuentra escondidos en la bola de masa de uno son un comentario alegre sobre el carácter de uno. Si una persona encuentra chiles en su masa, significa que está hablando. Si dentro de la masa hay ingredientes de color blanco como sal, lana o arroz, se considera una buena señal. Si una persona encuentra carbón en la masa, tiene el mismo significado que encontrar carbón en la media navideña; significa que tienes un "corazón negro".